# تريس ماكنيلي
تريس ماكنيلي (بالإنجليزية: Tress MacNeille)‏ هي مغنية وممثلة أمريكية، ولدت في 20 يونيو 1951 بشيكاغو في الولايات المتحدة.

## أعمال

### أفلام
- (1998) دكتور فريز الشرير وباتمان
- (2004)  الفرسان الثلاثة[7][8]
- (2005)  السريع والمكسو بالفراء
- (2006) الولد المشاكس[9]
- (2006) ليروي وستيتش
- (2007) أل سيمبسون[10][11][12]
- (2007) فيلم النحلة[13]

### مسلسلات
- الضاحكون
- حكايات جنجر
- ذا سيمبسونز
- رواد المخاطر
- ريك ومورتي
- سلاحف النينجا
- فيوتشوراما
- مستر بوغس

## وصلات خارجية
- تريس ماكنيلي على موقع IMDb (الإنجليزية)
- تريس ماكنيلي على موقع ميتاكريتيك (الإنجليزية)
- تريس ماكنيلي على موقع روتن توميتوز (الإنجليزية)
- تريس ماكنيلي على موقع قاعدة بيانات الأفلام العربية
- تريس ماكنيلي على موقع ألو سيني (الفرنسية)
- تريس ماكنيلي على موقع ميوزك برينز (الإنجليزية)
- تريس ماكنيلي على موقع أول موفي (الإنجليزية)
- تريس ماكنيلي على موقع قاعدة بيانات الأفلام السويدية (السويدية)
- تريس ماكنيلي على موقع إن إن دي بي (الإنجليزية)
- تريس ماكنيلي على موقع أول ميوزيك (الإنجليزية)